# Yougoslavie aux Jeux olympiques d'hiver de 1968
Cet article contient des informations sur la participation et les résultats de la Yougoslavie aux Jeux olympiques d'hiver de 1968, qui ont eu lieu à Grenoble en France. 

## Résultats

### Hockey sur glace

#### Premier tour
Finlande -  Yougoslavie 11-2 (3-0, 6-0, 2-2) 

Buteurs: Lasse Oksanen 2, Esa Peltonen 2, Matti Reunamаki 2, Juhani Wahlsten, Veli-Pekka Ketola, Matti Keinonen, Matti Harju, Pekka Leimu - Albin Felc, Franc Smolej.
La Yougoslavie ayant perdu ce match, ils sont qualifiés dans un tour de consolation.

#### Tour de consolation
Les équipes de ce groupe jouent la 9e à 14e place.
| Rang | Équipe      | PJ | V | D | N | BP | BC | Pts |
| ---- | ----------- | -- | - | - | - | -- | -- | --- |
| 9    | Yougoslavie | 5  | 5 | 0 | 0 | 33 | 9  | 10  |
| 10   | Japon       | 5  | 4 | 1 | 0 | 27 | 12 | 8   |
| 11   | Norvège     | 5  | 3 | 2 | 0 | 15 | 15 | 6   |
| 12   | Roumanie    | 5  | 2 | 3 | 0 | 22 | 23 | 4   |
| 13   | Autriche    | 5  | 1 | 4 | 0 | 12 | 27 | 2   |
| 14   | France      | 5  | 0 | 5 | 0 | 9  | 32 | 0   |

 Yougoslavie –  Japon 5-1 (2-0, 0-0, 3-1)

Buteurs: Tisler 2, Beravs, Felc, Mlakar – Iwamoto.
 Yougoslavie –  Autriche 6-0 (2-0, 2-0, 2-0)

Buteurs: Ivo Jan 3, Roman Smolej, Tisler, Klinar.
 France –  Yougoslavie 1-10 (0-6, 0-1, 1-3)

Buteurs: Itzicsohn – Tisler 3, Ivo Jan 2, Felc 2, Beravs, Roman Smolej, Hiti.
 Yougoslavie –  Roumanie 9-5 (5-3, 1-1, 3-1)

Buteurs: Roman Smolej 2, Tisler 2, Felc 2, Ivo Jan, Hiti, Jug – Iuliu Szabo 2, Tekei, Florescu, Geza Szabo.
 Yougoslavie –  Norvège 3-2 (1-1, 0-0, 2-1)

Buteurs: Hiti, Franz Smolej, Ivo Jan - Dalsören, Bjölbak.

#### Effectif
9. YOUGOSLAVIE

Gardiens de but: Anton Jože Gale, Rudolf Knez.

Défenseurs: Franc-Rado Razinger, Ivo Jan, Ivan Rataj, Viktor Ravnik, Lado Jug. 

Attaquants: Franc Smolej, Bogomir Jan, Boris Renaud, Albin Felc, Viktor Tišler, Rudi Hiti, Slavko Beravs, Miroslav Gojanovič, Roman Smolej, Janez Mlakar, Ciril Klinar.

### Saut à ski
| Athlète         | Épreuve         | Saut 1         | Saut 1 | Saut 2         | Saut 2 | Total  | Total |
| Athlète         | Épreuve         | Distance       | Points | Distance       | Points | Points | Rang  |
| --------------- | --------------- | -------------- | ------ | -------------- | ------ | ------ | ----- |
| Peter Eržen     | Tremplin normal | 73,0 m (tombé) | 67,6   | 70,5 m         | 95,6   | 163,2  | 51    |
| Marjan Mesec    | Tremplin normal | 73,5 m         | 96,9   | 69,0 m         | 88,2   | 170,1  | 46    |
| Marjan Pečar    | Tremplin normal | 76,5 m         | 104,7  | 61,0 m         | 65,4   | 185,1  | 38    |
| Ludvik Zajc     | Tremplin normal | 76,5 m         | 106,2  | 71,5 m         | 99,2   | 205,4  | 14    |
| Marjan Pečar    | Grand tremplin  | 91,0 m         | 93,8   | 81,5 m         | 79,0   | 172,8  | 39    |
| Peter Štefančić | Grand tremplin  | 94,0 m         | 94,0   | 85,0 m         | 79,4   | 173,4  | 38    |
| Peter Eržen     | Grand tremplin  | 96,0 m         | 103,8  | 87,5 m (tombé) | 57,9   | 161,7  | 44    |
| Ludvik Zajc     | Grand tremplin  | 96,5           | 104,0  | 93,5           | 99,8   | 203,8  | 9     |

### Ski alpin

#### Hommes
| Athlète       | Épreuve      | Manche 1      | Manche 1 | Manche 2      | Manche 2 | Total         | Total |
| Athlète       | Épreuve      | Temps         | Rang     | Temps         | Rang     | Temps         | Rang  |
| ------------- | ------------ | ------------- | -------- | ------------- | -------- | ------------- | ----- |
| Blaž Jakopič  | Descente     |               |          |               |          | 2 min 11 s 00 | 51    |
| Jože Gazvoda  | Descente     |               |          |               |          | 2 min 10 s 51 | 47    |
| Andrej Klinar | Descente     |               |          |               |          | 2 min 09 s 61 | 41    |
| Jože Gazvoda  | Slalom géant | 1 min 58 s 26 | 62       | 1 min 58 s 89 | 59       | 3 min 57 s 15 | 58    |
| Andrej Klinar | Slalom géant | 1 min 55 s 89 | 56       | 1 min 56 s 94 | 49       | 3 min 52 s 83 | 52    |
| Blaž Jakopič  | Slalom géant | 1 min 53 s 77 | 49       | 1 min 54 s 77 | 42       | 3 min 48 s 54 | 43    |

#### Slalom hommes
| Athlète       | Manche 1    | Manche 1 | Manche 2 | Manche 2   | Finale         | Finale       | Finale         | Finale       | Finale        | Finale       |
| Athlète       | Temps       | Rang     | Temps    | Rang       | Temps Manche 1 | Rang         | Temps Manche 2 | Rang         | Total         | Rang         |
| ------------- | ----------- | -------- | -------- | ---------- | -------------- | ------------ | -------------- | ------------ | ------------- | ------------ |
| Jože Gazvoda  | Disqualifié | –        | 59 s 82  | 3          | Non qualifié   | Non qualifié | Non qualifié   | Non qualifié | Non qualifié  | Non qualifié |
| Andrej Klinar | 58 s 16     | 4        | 59 s 36  | 2          | Non qualifié   | Non qualifié | Non qualifié   | Non qualifié | Non qualifié  | Non qualifié |
| Blaž Jakopič  | 57 s 17     | 3        | 55 s 07  | 1 Qualifié | 54 s 26        | 37           | 1 min 03 s 22  | 31           | 1 min 57 s 48 | 28           |

#### Femmes
| Athlète      | Épreuve      | Manche 1 | Manche 1 | Manche 2 | Manche 2 | Total         | Total |
| Athlète      | Épreuve      | Temps    | Rang     | Temps    | Rang     | Temps         | Rang  |
| ------------ | ------------ | -------- | -------- | -------- | -------- | ------------- | ----- |
| Majda Ankele | Descente     |          |          |          |          | 1 min 52 s 13 | 36    |
| Majda Ankele | Slalom géant |          |          |          |          | 2 min 02 s 44 | 29    |
| Majda Ankele | Slalom       | 43 s 33  | 13       | 48 s 27  | 10       | 1 min 31 s 60 | 12    |

### Ski de fond

#### Hommes
| Épreuve | Athlète        | Course            | Course |
| Épreuve | Athlète        | Temps             | Rang   |
| ------- | -------------- | ----------------- | ------ |
| 15 km   | Mirko Bavče    | 53 min 10 s 7     | 45     |
| 15 km   | Janez Mlinar   | 52 min 54 s 4     | 43     |
| 15 km   | Alojz Kerštajn | 52 min 31 s 7     | 40     |
| 30 km   | Mirko Bavče    | 1 h 47 min 48 s 9 | 49     |
| 30 km   | Janez Mlinar   | 1 h 46 min 43 s 2 | 47     |
| 30 km   | Alojz Kerštajn | 1 h 46 min 09 s 5 | 44     |
| 50 km   | Janez Mlinar   | N'a pas terminé   | –      |
| 50 km   | Alojz Kerštajn | 2 h 43 min 54 s 1 | 35     |

## Référence
- (en) Cet article est partiellement ou en totalité issu de l’article de Wikipédia en anglais intitulé « Yugoslavia at the 1968 Winter Olympics » (voir la liste des auteurs).